# Албион Вудбери Смол
Албион Вудбери Смол (енгл. Albion Woodbury Small; Бакфилд, 11. мај 1854.– 24. март 1926.)је основао први одељак социологије у САД на универзитету у Чикагу, у Чикагу, држава Илиноис 1892. године. Био значајан за утемељивање социологије као валидног поља академских студија.

## Биографија

### Младост
Рођен у Бакфилду, у држави Мејн, а одрастао је у Бангору. Студирао је теологију од 1876. године до 1879. године на Андовер, теолошкој школи. Од 1879. године до 1881. године студирао је историју, социјалну економију и политику на универзитетима Лајпциг и Берлин у Немачкој.
Од 1888. године до 1889. године студирао је историју на универзитету Џонс Хопкинс у Балтимору, у држави Мериленд и 1889. године била му је додељена докторска диплома на тему почеци америчке националности и у исто време је наставио да предаје на Колби колеџу. Од 1889 до 1892 , био је десети председник Колбија.
Године 1892. основао је први одељак социологије на универзитету Чикаго и заседао је тим одељком тридесет година. 1894. године заједно са Џорџом Винсетом, издаје први уџбеник социологије који се звао Увод у студије друштва, а 1895. године оснива Амерички журнал социологије.
У времену од 1905. до 1925. године био је декан Факултета уметности и литературе на универзитету у Чикагу.

### Повратак у Америку
Као и многи социолози, на преласку у следећи век, Смол је првенствено изучавао теологију, али у његовом случају то знање је било значајно проширено пре него што је почео да предаје социологију. Након што је дипломирао на Колби колеџу 1876. године он је провео две године студирајући у Берлину и Лајпцигу.
На њега су значајно утицали економисти као што су Густав Смолер, Адолф Вагнер и Алберт Шафл. Смол је читао Карла Маркса са симпатијама, али се никад није окренуо његовим учењима.
Након повратка у Америку, Смол почиње да предаје историју и политичке науке на пар година на универзитету Колби, пре него што је узео докторат 1889. године са универзитета Џонс Хопкинс . Тамо се изучио за историју и политичке науке, али исто тако је био одушевљен и социјалном економијом.
Дивљење према Варду натерало је Смол-а да нађе улитамативно објашњење за социологију и њену стимулацију, као и вођење у социјалном планирању. Њен развој је тотално зависио од секундарне социјалне етике.
Умро је 24. марта, 1926. године у Чикагу.

## Дела
- (Увод у студије друштва) (1894)
- (Општа социологија) (1905)
- (Адам Смит и модерна социологија) (1907)
- (1909)
- (Значење социјалних наука) (1910)
- (Између ера: Од капитализма до демократије) (1913)